# Колесников, Владимир Антонович

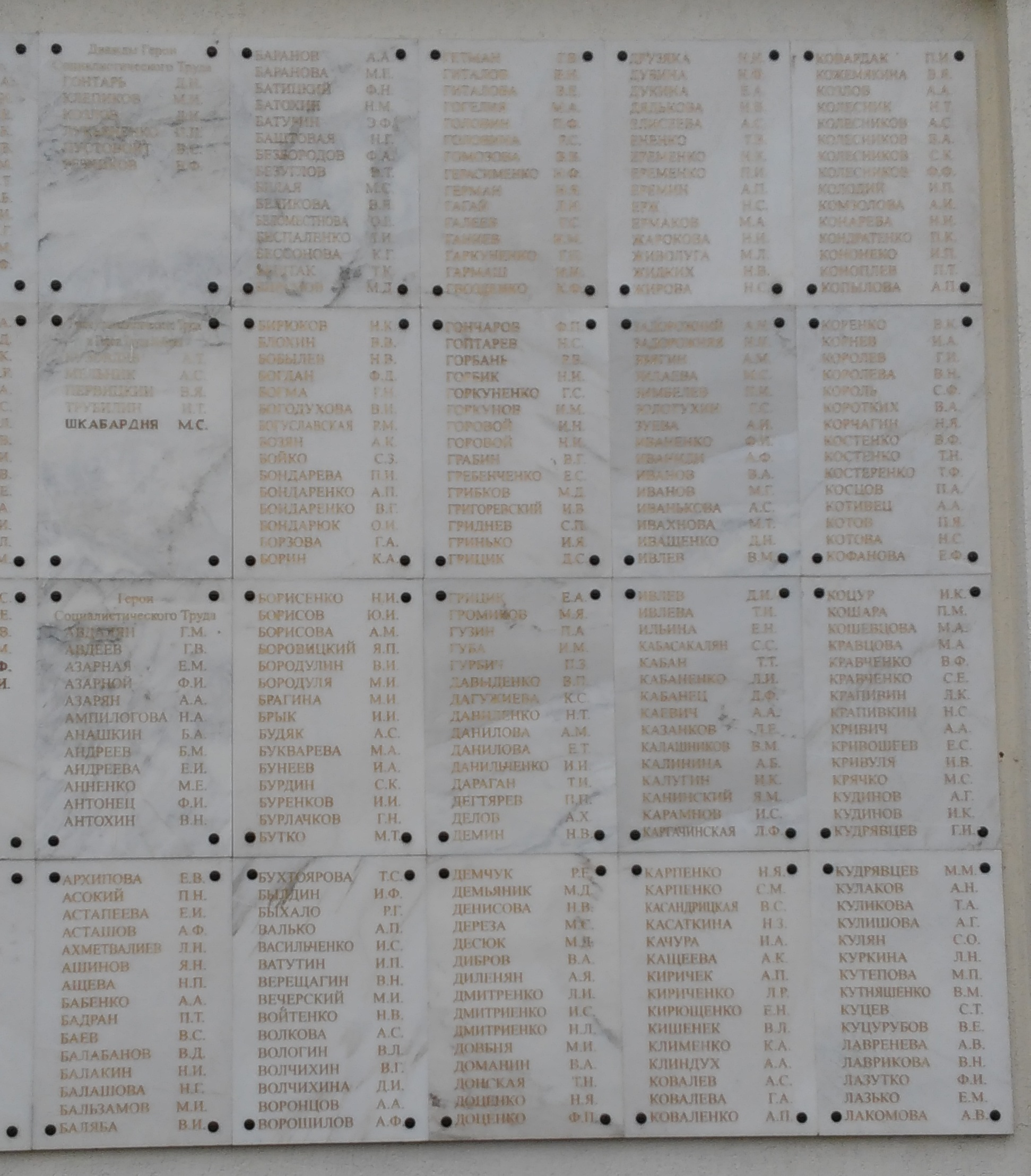
Мемориальная доска с именами Героев Социалистического Труда Кубани и Адыгеи (левая). Краснодар, 2017.

Владимир Антонович Колесников (17 апреля 1935, Фёдоровская, Азово-Черноморский край — 3 апреля 1995, Фёдоровская, Краснодарский край) — звеньевой колхоза «Искра» Абинского района Краснодарского края. Герой Социалистического Труда (4 мая 1971 года),

## Биография
Владимир Антонович Колесников родился 17 апреля 1935 в станице Фёдоровской Абинского района в крестьянской семье. Работал в колхозе «Искра» в станице Фёдоровской разнорабочим.
После службы в рядах Вооружённых Сил СССР вернулся в родную станицу, окончил 10 классов вечерней школы, затем Ахтырское СПТУ, получив специальность механизатора широкого профиля. При внедрении хозрасчета в колхозах стали организовываться механизированные звенья, он возглавил звено по выращиванию риса.
Одновременно учился и закончил сельхозтехникум в Славянске-на-Кубани, получив специальность агронома. За высокие показатели в работе звена В. А. Колесников в 1966 году награждается орденом Ленина.
В 1973 году его звено добивается рекордного урожая риса — свыше 70 центнеров с гектара. За большие успехи, достигнутые во Всесоюзном социалистическом соревновании, и проявленную трудовую доблесть в выполнении принятых обязательств по увеличению производства и продажи государству зерна и других продуктов земледелия в 1973 году Владимиру Антоновичу Колесникову присвоено звание Героя Социалистического Труда с вручением ордена Ленина и золотой медали «Серп и Молот», указом Президиума Верховного Совета СССР от 7 декабря 1973 года.
В 1976 году он награждён орденом Октябрьской Революции.
В 1981 году награждён орденом Трудового Красного Знамени.
Делегат XXV съезда КПСС (1976) и XVIII съезда профсоюзов СССР (1987).
Скончался 3 апреля 1995 года в станице Фёдоровской Абинского района .

## Награды
- Золотая медаль «Серп и Молот»(7 декабря 1973 года)
- Орден Ленина (7 декабря 1973 года)
- Орден Ленина (1966)
- орден Октябрьской Революции (1976)
- орден Трудового Красного Знамени(1981)
- Медаль «В ознаменование 100-летия со дня рождения Владимира Ильича Ленина» (6 апреля 1970)

## Память
- Его имя увековечено на мемориальной доске на площади Жукова в Краснодаре.
- На могиле Героя установлен надгробный памятник.